# Erick Japa
Erick Odali Paniagua Japa (San Cristóbal, 6 aprile 1999) è un calciatore dominicano, attaccante dell'UMECIT FC e della nazionale dominicana.

## Carriera

### Club
Ha giocato nella prima divisione dei campionati boliviano e panamense.

### Nazionale
Ha giocato nella nazionale dominicana Under-20.
Nel 2018 ha esordito in nazionale maggiore.

## Statistiche

### Cronologia presenze e reti in nazionale
| Cronologia completa delle presenze e delle reti in nazionale ― Rep. Dominicana | Cronologia completa delle presenze e delle reti in nazionale ― Rep. Dominicana | Cronologia completa delle presenze e delle reti in nazionale ― Rep. Dominicana | Cronologia completa delle presenze e delle reti in nazionale ― Rep. Dominicana | Cronologia completa delle presenze e delle reti in nazionale ― Rep. Dominicana | Cronologia completa delle presenze e delle reti in nazionale ― Rep. Dominicana | Cronologia completa delle presenze e delle reti in nazionale ― Rep. Dominicana | Cronologia completa delle presenze e delle reti in nazionale ― Rep. Dominicana |
| Data                                                                           | Città                                                                          | In casa                                                                        | Risultato                                                                      | Ospiti                                                                         | Competizione                                                                   | Reti                                                                           | Note                                                                           |
| ------------------------------------------------------------------------------ | ------------------------------------------------------------------------------ | ------------------------------------------------------------------------------ | ------------------------------------------------------------------------------ | ------------------------------------------------------------------------------ | ------------------------------------------------------------------------------ | ------------------------------------------------------------------------------ | ------------------------------------------------------------------------------ |
| 23-3-2018                                                                      | Santo Domingo                                                                  | Rep. Dominicana                                                                | 4 – 0                                                                          | Turks e Caicos                                                                 | Amichevole                                                                     | -                                                                              | 63’                                                                            |
| 24-3-2019                                                                      | Santiago de los Caballeros                                                     | Rep. Dominicana                                                                | 1 – 3                                                                          | Bermuda                                                                        | CONCACAF Nations League 2019-2020 - Qualificazioni                             | -                                                                              | 34’ 69’                                                                        |
| 19-1-2021                                                                      | Santo Domingo                                                                  | Rep. Dominicana                                                                | 0 – 1                                                                          | Porto Rico                                                                     | Amichevole                                                                     | -                                                                              | 58’ 83’, 90+3’                                                                 |
| 15-11-2022                                                                     | Santiago de los Caballeros                                                     | Rep. Dominicana                                                                | 2 – 4                                                                          | Cuba                                                                           | Amichevole                                                                     | -                                                                              | 61’                                                                            |
| 18-11-2022                                                                     | San Cristóbal                                                                  | Rep. Dominicana                                                                | 1 – 1                                                                          | Cuba                                                                           | Amichevole                                                                     | -                                                                              | 88’                                                                            |
| 23-3-2023                                                                      | Remire-Montjoly                                                                | Guyana francese                                                                | 1 – 1                                                                          | Rep. Dominicana                                                                | CONCACAF Nations League 2022-2023 - 1º turno                                   | -                                                                              | 75’                                                                            |
| 28-3-2023                                                                      | San Cristóbal                                                                  | Rep. Dominicana                                                                | 2 – 0                                                                          | Belize                                                                         | CONCACAF Nations League 2022-2023 - 1º turno                                   | -                                                                              | 16’ 45’                                                                        |
| 16-6-2023                                                                      | Viña del Mar                                                                   | Cile                                                                           | 5 – 0                                                                          | Rep. Dominicana                                                                | Amichevole                                                                     | -                                                                              | 86’                                                                            |
| 9-9-2023                                                                       | San Cristóbal                                                                  | Rep. Dominicana                                                                | 0 – 2                                                                          | Nicaragua                                                                      | CONCACAF Nations League 2023-2024 - 1º turno                                   | -                                                                              | 63’                                                                            |
| 16-10-2023                                                                     | Santiago de los Caballeros                                                     | Rep. Dominicana                                                                | 5 – 2                                                                          | Barbados                                                                       | CONCACAF Nations League 2023-2024 - 1º turno                                   | -                                                                              | 73’                                                                            |
| 17-11-2023                                                                     | Lookout                                                                        | Montserrat                                                                     | 2 – 1                                                                          | Rep. Dominicana                                                                | CONCACAF Nations League 2023-2024 - 1º turno                                   | -                                                                              | 72’                                                                            |
| 23-3-2024                                                                      | Santiago de los Caballeros                                                     | Rep. Dominicana                                                                | 2 – 0                                                                          | Aruba                                                                          | Amichevole                                                                     | 1                                                                              | 69’ 84’                                                                        |
| 26-3-2024                                                                      | Lima                                                                           | Perù                                                                           | 4 – 1                                                                          | Rep. Dominicana                                                                | Amichevole                                                                     | -                                                                              | 46’ 65’                                                                        |
| 16-11-2024                                                                     | Santiago de los Caballeros                                                     | Dominica                                                                       | 1 – 6                                                                          | Rep. Dominicana                                                                | CONCACAF Nations League 2024-2025 - 1º turno                                   | 1                                                                              | 71’                                                                            |
| 25-3-2025                                                                      | Santiago de los Caballeros                                                     | Rep. Dominicana                                                                | 2 – 0                                                                          | Porto Rico                                                                     | Amichevole                                                                     | -                                                                              | 88’                                                                            |
| 6-6-2025                                                                       | Città del Guatemala                                                            | Guatemala                                                                      | 4 – 2                                                                          | Rep. Dominicana                                                                | Qual. Mondiali 2026                                                            | -                                                                              | 84’                                                                            |
| 14-6-2025                                                                      | Inglewood                                                                      | Messico                                                                        | 3 – 2                                                                          | Rep. Dominicana                                                                | Gold Cup 2025 - 1º turno                                                       | -                                                                              | 79’ 80’                                                                        |
| Totale                                                                         |                                                                                | Presenze                                                                       | 17                                                                             |                                                                                | Reti                                                                           | 2                                                                              |                                                                                |